# Le nuove avventure di Nanoboy
Le nuove avventure di Nanoboy (The New Adventures of Nanoboy) è una serie animata realizzata e prodotta tra la Scrawl Studios Pte. Ltd di Singapore e la Agogo Entertainment Limited di Hong Kong e distribuita da Cookie Jar Entertainment (ora DHX Media).
La serie segue le avventure di un bambino di 9 anni di nome Oscar, appassionato di scienza e chimica. A causa di un incidente dovuto ad un esperimento del padre, viene rimpicciolito diventando un supereroe microscopico di nome Nanoboy e non si fermerà davanti a nulla per salvare il Microcosmo dai cattivi microbo.

## Personaggi

### Protagonisti
- Oscar / Nanoboy è il protagonista e il principale eroe della serie, è il Leader del Nanosquad. Ha la capacità di volare e possiede attacchi super forza.
- Issac Neuron è lo scienziato della Nanosquad.
- Corona Jane (comunemente chiamata C.J.) è un virus influenzale trasformato in un corpo che può cambiare forma a proprio piacimento.
- Tim è il migliore amico di Oscar e il suo compagno d'infanzia.
- Prof. David Stein è un professore che si occupa di studiare il Microcosmo ed è il padre di Oscar.
- Dora è la madre di Oscar.
- Vicky è una ragazza prepotente a scuola ma è anche una cara amica di Oscar.
- Chuck è il cugino di Oscar che si diverte a complicare le cose. Alla fine, Oscar si scusa se lui è occupato, ma a volte si mettono a giocare insieme.
- Comandante Flag è il comandante che fornisce obiettivi di missione per la Nanosquad.

### Cattivi
- Czar Zar è il cattivo del Microcosmo, vuole impossessarsi lui della città.
- Careena Payne è la spalla destra di Zar Zar e anche la sorella di C.J..

## Trasmissione
In Italia la serie ha avuto molto successo verso il pubblico giovane. È stata trasmessa su Rai Gulp dal novembre 2009 a settembre 2011, con tutte le stagioni complete.

## Doppiaggio italiano
Il doppiaggio è affidato alla Award Network, mentre la sonorizzazione alla Cinecittà Studios.
- Furio Pergolani: Nanoboy / Oscar
- Cinzia Villari: Corona Jane (C.J.)
- Monica Ward: Isaac Newron
- Ambrogio Colombo: Comandante Flag
- Andrea Ward: Czar Zar
- Emanuela Baroni: Careena Payne
- Mattia Ward: Tim